# Cumul des mandats en France
Le cumul des mandats en France, par sa fréquence et son importance, fait depuis longtemps figure d'exception,. Ainsi, 82 % des députés et 77 % des sénateurs exercent au moins un autre mandat électif en 2012. Ces parlementaires sont généralement à la tête d'un exécutif local : 45 % des députés et 48 % des sénateurs sont soit maire, soit président de conseil départemental, soit président de conseil régional. Après l'adoption des lois du 14 février 2014, le cumul d'un mandat de parlementaire et d'un mandat exécutif local est interdit pour les députés et les sénateurs à partir des élections législatives et élections sénatoriales de 2017, ainsi que pour les députés européens à partir des élections européennes de 2019.

## Cadre juridique

### Historique

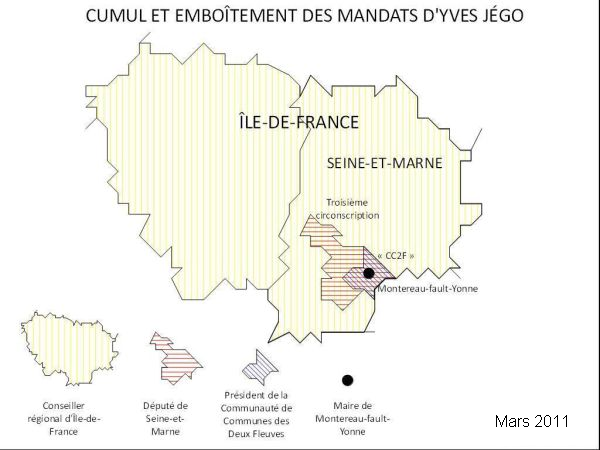
Carte montrant l'emboitement géographique de mandats cumulés en 2011 par le député Yves Jégo.

Avant 1985, il n’existe aucune limite au cumul des mandats, hors celui de député et de sénateur, en dépit d'une mise en cause du phénomène qui commence dès le début de la Troisième République. Par cohérence avec la décentralisation, la loi du 30 décembre 1985 rend incompatible le mandat de parlementaire avec plus d’un mandat électoral local ou européen. Depuis la loi du 3 février 1992, un élu ne peut percevoir plus de 1,5 fois le montant de l’indemnité parlementaire de base au titre de ses différents mandats. Les incompatibilités sont renforcées en 1995 et 2000. La loi du 5 avril 2000 pose le principe selon lequel ne peuvent être exercées plus de deux fonctions exécutives locales parmi celles de maire, de président de conseil général ou de président de conseil régional et interdit le cumul du mandat de parlementaire européen et d'une fonction exécutive locale, qui sera rétabli en 2003,,,,,,.
En 2007, le Comité de réflexion et de proposition sur la modernisation et le rééquilibrage des institutions présidé par Édouard Balladur préconise d’interdire le cumul entre un mandat parlementaire et des fonctions exécutives locales afin d’accroître la disponibilité des parlementaires et d’accompagner ainsi le renforcement du poids du Parlement au sein des institutions de la Cinquième République. 
Cette proposition n’est toutefois pas reprise. En 2012, le rapport de la Commission sur la rénovation et la déontologie de la vie publique, présidée par l’ex Premier ministre Lionel Jospin, propose d’interdire le cumul des fonctions ministérielles avec l’exercice de tout mandat local et de rendre incompatible le mandat de parlementaire avec tout mandat électif autre qu’un mandat local simple. Seule la dernière mesure est votée dans les lois du 14 février 2014. Elles s’appliquent, pour chaque assemblée, à compter du premier renouvellement suivant le 31 mars 2017,.
En 2015, le rapport du Groupe de travail sur l'avenir des institutions propose d’imposer le non-cumul des mandats dans le temps, c’est-à-dire limiter à trois le nombre de mandats identiques successifs.

### Loi applicable

#### Cumul simultané de plusieurs mandats électifs
Le cumul de plus d’un des mandats suivants est interdit : député, sénateur, représentant au Parlement européen.
Le mandat de député, de sénateur ou de représentant au Parlement européen est incompatible avec l’exercice de plus d’un mandat d’assemblée délibérante locale : conseiller régional, conseiller à l’Assemblée de Corse, conseiller départemental, conseiller de Paris, conseiller de la métropole de Lyon , conseiller à l’assemblée de Guyane, conseiller à l’assemblée de Martinique, conseiller municipal d’une commune de plus de 1 000 habitants.
À compter du premier renouvellement de chaque assemblée suivant le 31 mars 2017, le mandat de député, de sénateur ou de représentant au Parlement européen est également incompatible avec l’exercice d’un mandat exécutif local : maire, maire d’arrondissement, maire délégué et adjoint au maire ; président et vice-président d’un établissement public de coopération intercommunale ; président et vice-président de conseil départemental ; président et vice-président de conseil régional ; président et vice-président d’un syndicat mixte ; président, membre du Conseil exécutif de Corse et président de l’assemblée de Corse ; président et vice-président de l’assemblée de Guyane ou l’assemblée de Martinique ; président et membre du Conseil exécutif de Martinique ; président, vice-président et membre du Gouvernement de la Nouvelle-Calédonie ; président et vice-président du Congrès de la Nouvelle-Calédonie ; président et vice-président d’une assemblée de province de la Nouvelle-Calédonie ; président, vice-président et membre du Gouvernement de la Polynésie française ; président et vice-président de l’Assemblée de la Polynésie française ; président et vice-président de l’Assemblée territoriale des îles Wallis et Futuna ; président et vice-président du Conseil territorial de Saint-Barthélemy, de Saint-Martin, de Saint-Pierre-et-Miquelon ; membre du conseil exécutif de Saint-Barthélemy, de Saint-Martin, de Saint-Pierre-et-Miquelon ; président et vice-président de l’organe délibérant de toute autre collectivité territoriale créée par la loi ; président de l’Assemblée des Français de l'étranger, membre du bureau de l’Assemblée des Français de l'étranger et vice-président de conseil consulaire.
Nul ne peut cumuler plus de deux mandats électoraux d’assemblée délibérante locale : conseiller régional, conseiller à l’Assemblée de Corse, conseiller départemental, conseiller de Paris, conseiller à l’Assemblée de Guyane, conseiller à l’Assemblée de Martinique, conseiller municipal.
Le chef d’un exécutif local ne peut pas exercer un autre mandat de chef d’exécutif local (maire, maire d’arrondissement, président de conseil départemental, président de conseil régional ou de l’Assemblée de Corse).

#### Incompatibilité des mandats électifs avec d'autres fonctions
Sont inéligibles à un mandat de parlementaire pendant la durée de leurs fonctions le Défenseur des droits et ses adjoints et le Contrôleur général des lieux de privation de liberté. Les préfets sont inéligibles en France dans toute circonscription comprise en tout ou partie dans le ressort dans lequel ils exercent ou ont exercé leurs fonctions depuis moins de trois ans à la date du scrutin. Le mandat de parlementaire est incompatible avec la qualité de membre du gouvernement, du Conseil constitutionnel, du Conseil économique, social et environnemental, des fonctions de magistrat, des fonctions publiques non électives (liste non exhaustive).
À compter du premier renouvellement de chaque assemblée suivant le 31 mars 2017, le mandat de député, de sénateur ou de représentant au Parlement européen est également incompatible avec les fonctions de président et de vice-président du conseil d'administration d'un établissement public local ; du conseil d'administration du Centre national de la fonction publique territoriale ou d'un centre de gestion de la fonction publique territoriale ; du conseil d'administration ou du conseil de surveillance d'une société d'économie mixte locale ; du conseil d'administration ou du conseil de surveillance d'une société publique locale ou d'une société publique locale d'aménagement ; d'un organisme d'habitations à loyer modéré.

#### Cumul dans le temps
La seule limite au cumul dans le temps concerne la fonction de président de la République : depuis la révision constitutionnelle de 2008, nul ne peut exercer plus de deux mandats consécutifs.
Le non-cumul des mandats connaît un épisode singulier : par le décret du 16 mai 1791, l’Assemblée constituante avait en effet décidé de rendre inéligibles aux prochaines élections législatives d’alors les députés sortants de la Constituante. L’Assemblée nationale élue entre le 29 août et le 5 septembre 1791 fut ainsi entièrement constituée de nouvelles personnes. En 2018, une mesure de limitation de cumul à trois mandats consécutifs figure dans le projet de loi organique débattu en même temps que le projet de loi de révision de constitution présenté en mai 2018. La limitation s’applique aux mandats parlementaires et à certaines fonctions exécutives locales, les maires des communes de moins de 9 000 habitants et les présidents des établissements publics de coopération intercommunale de moins de 25 000 habitants en étant exemptés.

## En pratique
Les origines de la pratique du cumul sont anciennes. Dès 1846, la Chambre des pairs comporte 54 % de pairs qui sont aussi maires ou conseillers généraux, à une époque où ces derniers sont directement nommés par le pouvoir central. Durant la Troisième République (1870-1940), le cumul représente entre 25 et 35 % de députés-maires et entre 40 et 50 % de députés conseillers généraux. Lors du régime de Vichy (1940/1944) , la question ne se pose pas car l' Assemblée nationale et le Sénat ne siègent pas. Après la Libération, le cumul est faible, avant de repartir à la hausse pour atteindre les trois quarts de députés ayant au moins un mandat local dans les années 1970. La loi de 1985 interdit les cumuls les plus spectaculaires (député-maire-conseiller général) mais le taux reste stable autour de 70 % jusqu’en 2010.
En 2012, la répartition en fonction du type de mandat local est la suivante :
| Profil             | % de l'effectif de l'Assemblée nationale | Définition |
| ------------------ | ---------------------------------------- | --- |
| Gros mandat local  | 20 %                                     | Maire d'une ville de plus de 30 000 habitants ou président d'un conseil départemental ou régional.                                  |
| Moyen mandat local | 15 %                                     | Maire d'une ville de moins de 30 000 habitants qui soit est un chef-lieu de circonscription, soit comporte plus de 9 000 habitants. |
| Petit mandat local | 45 %                                     | Conseiller départemental ou régional ou maire d'une ville de moins de 9 000 habitants.                                              |
| Sans mandat local  | 20 %                                     | |

| Type de mandat                                            | Effectif | % de l'effectif de l'Assemblée nationale |
| --------------------------------------------------------- | -------- | ---------------------------------------- |
| Maires                                                    | 247      | 43 %                                     |
| Adjoints au maire                                         | 32       | 5 %                                      |
| Conseillers municipaux (dont les Conseillers de Paris)    | 104      | 18 %                                     |
| Présidents de Conseil départemental                       | 11       | 2 %                                      |
| Vice-présidents de Conseil départemental                  | 38       | 7 %                                      |
| Conseiller départementaux (dont les Conseillers de Paris) | 70       | 12 %                                     |
| Présidents de Conseil régional                            | 4        | 0.69 %                                   |
| Vice-présidents de Conseil régional                       | 15       | 3 %                                      |
| Conseiller régionaux                                      | 37       | 6 %                                      |
| Présidents d'EPCI                                         | 100      | 17 %                                     |
| Vice-présidents d'EPCI                                    | 103      | 17 %                                     |
| Conseiller d'EPCI                                         | 74       | 13 %                                     |
| Mandats des collectivités d'Outre-mer                     | 5        | 0.87 %                                   |
| Mandats de l'Assemblée des Français de l'étranger         | 9        | 2 %                                      |
| Mandats exécutifs locaux                                  | 358      | 62 %                                     |
| Total des députés détenant un mandat local                | 497      | 86 %                                     |

| Population                    | Effectif | % de l'effectif de l'Assemblée nationale |
| ----------------------------- | -------- | ---------------------------------------- |
| Plus de 100 000 habitants     | 15       | 3 %                                      |
| De 50 000 à 100 000 habitants | 24       | 4 %                                      |
| De 20 000 à 50 000 habitants  | 57       | 10 %                                     |
| De 10 000 à 20 000 habitants  | 50       | 9 %                                      |
| De 3 500 à 10 000 habitants   | 48       | 8 %                                      |
| De 1 à 3 500 habitants        | 53       | 9 %                                      |

| Type de mandat                                         | Effectif | % de l'effectif du Sénat |
| ------------------------------------------------------ | -------- | ------------------------ |
| Maires                                                 | 126      | 36 %                     |
| Adjoints au maire                                      | 26       | 7 %                      |
| Conseillers municipaux (dont les Conseillers de Paris) | 45       | 13 %                     |
| Présidents de Conseil départemental                    | 35       | 10 %                     |
| Vice-présidents de Conseil départemental               | 18       | 5 %                      |
| Conseiller généraux (dont les Conseillers de Paris)    | 40       | 11 %                     |
| Présidents de Conseil régional                         | 4        | 1 %                      |
| Vice-présidents de Conseil régional                    | 4        | 1 %                      |
| Conseiller régionaux                                   | 13       | 4 %                      |
| Présidents d'EPCI                                      | 64       | 18 %                     |
| Vice-présidents d'EPCI                                 | 58       | 17 %                     |
| Conseiller d'EPCI                                      | 37       | 11 %                     |
| Mandats des collectivités d'Outre-mer                  | 3        | 0.86 %                   |
| Mandats de l'Assemblée des Français de l'étranger      | 12       | 3 %                      |
| Mandats exécutifs locaux                               | 225      | 65 %                     |
| Total des sénateurs détenant un mandat local           | 294      | 84 %                     |

| Population                    | Effectif | % de l'effectif du Sénat |
| ----------------------------- | -------- | ------------------------ |
| Plus de 100 000 habitants     | 9        | 3 %                      |
| De 50 000 à 100 000 habitants | 10       | 3 %                      |
| De 20 000 à 50 000 habitants  | 19       | 5 %                      |
| De 10 000 à 20 000 habitants  | 24       | 7 %                      |
| De 3 500 à 10 000 habitants   | 24       | 7 %                      |
| De 1 à 3 500 habitants        | 40       | 11 %                     |

## Le débat sur le cumul des mandats

### Arguments d'opposition au cumul
Le cumul des mandats tendrait à affaiblir la démocratie au niveau local et national. La pratique est dénoncée en ce qu'elle porterait atteinte au bon fonctionnement du mécanisme de la représentation nationale.
Le cumul des mandats est d'autant plus critiqué que l'un voire plusieurs des mandats exercés sont réputés demander un travail important et être chronophage, avec par exemple la gestion de collectivités publiques de taille non négligeable (villes, métropoles, organismes locaux, départements, régions...)[réf. nécessaire]. Il générerait des tendances à l'absentéisme au sein des instances élues et dégraderait la qualité du suivi des politiques publiques par les députés, les sénateurs et les députés européens. Selon Laurent Bach, le cumul des mandats réduit le temps consacré par les députés au travail parlementaire, sauf pour ce qui concerne la présence en séance plénière lors des questions au gouvernement et le nombre de questions écrites posées à celui-ci.
Il y aurait aussi des risques de conflits d'intérêts entre les différentes fonctions exercées (mandat exécutif d'un côté, mandat législatif de l'autre). Le cumul des mandats entre un mandat parlementaire et un mandat exécutif local serait contraire au principe de séparation des pouvoirs selon lequel le législateur ne doit pas être ensuite celui qui exécute la loi. Il ne faciliterait pas la répartition de la responsabilité et des fonctions entre davantage de mains[réf. nécessaire] . La composition et le renouvellement de la classe politique en seraient affectés du fait de l'appauvrissement de la compétition politique : les candidats en place, qui exercent plusieurs mandats et ont accès à des ressources diversifiées, seraient avantagés vis-à-vis de leurs concurrents « outsiders ». Enfin, l'argument selon lequel le cumul des mandats serait nécessaire pour assurer la proximité entre les députés et le terrain n'est pas valable, car le mode de scrutin uninominal et majoritaire les oblige de toute façon à rester proches de leur circonscription.

### Arguments de soutien du cumul
Tout d'abord, le cumul permettrait un meilleur ancrage des parlementaires sur le terrain, une meilleure connaissance des problèmes locaux et une plus grande proximité avec les citoyens. En l'absence d'un véritable statut de l'élu, le cumul pourrait assurer une forme de sécurité « professionnelle ».
Dans un État à tradition très centralisée comme la France, il pourrait être intéressant que les parlementaires détiennent par ailleurs des mandats exécutifs, au sein des collectivités locales. Contrairement aux députés qui représentent la Nation, les sénateurs doivent détenir des fonctions exécutives locales, car le Sénat représente les collectivités territoriales, dont les élus sont les Grands électeurs des sénateurs. Enfin, les défenseurs du cumul utilisent l'argument de la liberté du vote, et estiment que si les citoyens ne voulaient pas du cumul des mandats, ils ne rééliraient pas régulièrement des parlementaires détenant des fonctions exécutives locales.
Quatre universitaires ont considéré en mars 2013, dans une lettre écrite au président de la République, que le cumul des mandats pour les parlementaires était un contrepoids à la concentration des pouvoirs entre les mains du président de la République, considérant qu'il serait malsain que les parlementaires ne soient élus que sur une base partisane. Luc Rouban, directeur de recherches au CNRS, a également publié pour le CEVIPOF une étude selon laquelle le cumul des mandats n'entraînerait pas une moindre activité parlementaire et les députés cumulards ne seraient pas dévoués qu'aux intérêts de leur collectivité d'origine.
Pour Claude Bartolone, la limitation du cumul des mandats dans le temps, qui accélérerait la rotation des élus pourrait diminuer le pouvoir des politiques. Le pouvoir serait exercé par d’autres institutions : l’administration, les médias ou la justice.

## Comparaison internationale
Pour un article plus général, voir Cumul des mandats.
En 2008, d'après le New York Times, 85 % des parlementaires français exercent un second mandat électif, contre bien moins de 20 % en Allemagne, en Italie ou au Royaume-Uni. Au Canada, le cumul de mandats a pratiquement disparu tant à l'échelon fédéral que provincial. Dans le cas du Québec, qui a connu 305 députés-maires de 1867 à 1985, il ne subsistait plus qu'un seul cas lorsque l'Assemblée nationale a adopté des lois en 1978 et 1980 (amendée en 1982) interdisant toute forme de cumul pour les députés de l'Assemblée nationale. En Belgique, en 2011, cette proportion était de 75,9 % pour les députés fédéraux.
La proportion de députés ayant au moins un mandat local en 2011 est la suivante selon une étude de Laurent Bach :
| États-Unis (fédéral) | Royaume-Uni | Italie | Espagne | Allemagne (fédérale) | Suède | France |
| -------------------- | ----------- | ------ | ------- | -------------------- | ----- | ------ |
| 0 %                  | 3 %         | 7 %    | 20 %    | 24 %                 | 35 %  | 83 %   |